# Jaques Lazier
Jaques Lazier, född den 25 januari 1971 i Vail, Colorado, USA, är en amerikansk racerförare. Han är yngre bror till racerföraren Buddy Lazier.

## Racingkarriär
Lazier tävlade i Indy Lights säsongen 1997 utan större framgångar. Tack vare det faktum att hans bror Buddy vann Indianapolis 500 1996 så fanns det ett visst intresse för den yngre brodern i IRL-depån, och från och med säsongen 1999 blev Lazier i stort sett som en inofficiell reservförare i serien, och hoppade in i alla team där det fanns möjlighet. Under 2001 års andra halva blev Greg Rays plats i Team Menard ledig, och Lazier hoppade in och vann karriärens enda seger på Chicagoland Speedway. Lazier har aldrig kört en hel säsong i IndyCar, och heller aldrig tävlat i serien på konventionella racerbanor, utan bara på ovaler.